# Râul Creanga, Toplița
Râul Creanga (în maghiară Krànga) este un curs de apă, afluent al Pârâului Sec.

## Hărți
- Harta județului Harghita  inț
- Harta Munților Călimani  Arhivat în 11 octombrie 2008, la Wayback Machine.